# بيتر غوردون (لاعب كرة قدم)
بيتر غوردون (بالإنجليزية: Peter Gordon)‏ (13 ديسمبر 1963 بجنوب أفريقيا - ) هو لاعب كرة قدم جنوب أفريقي في مركز الدفاع. شارك مع منتخب جنوب أفريقيا لكرة القدم. أما مع النوادي، فقد لعب مع بيدفيست ويتس.

## وصلات خارجية
- بيتر غوردون على موقع قاعدة بيانات كرة القدم.إي يو (الإنجليزية)
- بيتر غوردون على موقع ناشيونال فوتبول تيمز (الإنجليزية)